# Nouabalé-Ndoki Nationalpark
Nouabalé-Ndoki Nationalpark er en nationalpark i Republikken Congo. Den er etableret i 1993, i de nordlige provinser af Congo, og er hjemsted for skovelefanter, menneskeaber, herunder de kritisk truede vestlige lavlandsgorillaer og de østlige underarter af chimpanser og antilopearten bongo. Den har et areal på 3.921,61 km² af uberørt tropisk regnskov uden menneskelig bebyggelse og med forholdsvis lave
befolkningstætheder
i dens periferien. Skovene har en rig biodiversitet på 300 fuglearter, plus 1.000 plante- og træarter, som omfatter truede mahogniarter.
På en konference for ministre for medlemmer fra den Centralafrikanske skovkommision (COMIFAC) blev det besluttet at etablere Sangha River Tri-National Protected Area (TNS) inden for Congobækkenet med et samlet areal på 11.331 km² som omfatter Dzanga Sangha Special Reservat og Dzanga-Ndoki Nationalpark i Den Centralafrikanske Republik, Nouabalé-Ndoki nationalpark i Republikken Congo og Lobéké Nationalpark i Cameroun. I 2012 blev alle tre nationalparker tildelt verdensarvsstatus som Sangha Trinational.
Nouabalé-Ndoki Nationalpark forvaltes under en offentlig-privat partnerskabsaftale (PPP), underskrevet i 2013 mellem RoC-regeringen og WCS (Wildlife Conservation Society). Aftalen opretter Fondation Nouabalé-Ndoki (FNN), hvoraf WCS er blevet udpeget som Park Management Unit indtil 2038.
Et område på 1.525 km² blev i 2009 udpeget til Ramsarområde.

## Historie
Konceptet med at skabe reservatparker opstod i 1980'erne da man erkendte, at vilde strejfende elefanter, der bevægede sig frit i hele regionen omkring de tre parker, skulle beskyttes mod krybskytter og skovhugstindustrien. Planer om at etablere Nouabale-Ndoki Nationalpark blev iværksat i 1991 af Wildlife Conservation Society (WCS) og Congos regering med støtte fra USAID som et grænseoverskridende samarbejdsprojekt. Det indebar også en udvikling af samspillet med lokale, regionale og nationale myndigheder. Den blev endelig etableret i september 1993 og dækkede et areal på 3.921,51 km² mellem det nordøstlige Sangha-departementet og det nordvestlige Likouala departement i Congo. I 1999 gik tømmervirksomheden CIB (Congolaise Industrielle du Bois) og lokalsamfundet sammen med WCS og Congos regering for at skabe en enhed, der ville minimere de negative virkninger af skovhugst i nationalparken. I 2001 blev parkområdet udvidet med en del af en tilstødende skovningskoncession kendt som Gouloago-trekanten, der blev annekteret til denne park. Det tyske skovhugstfirma afgav deres rettigheder over 100 km2 af Goualougo-trekanten der under deres lejemål blev fusioneret med nationalparken og også ble underlagt jagtforbud. Mens skovhugst (især af to arter af afrikansk mahogni til højkvalitets tømmer) har fundet sted i begrænset omfang i mange skovområder i det nordlige Congo, har parken været uden denne hugst. Dette har resulteret i, at det har været gavnligt for effektiv bevarelse og vækst af bestanden af det vilde liv og naturlige habitat i skovene i parken.

## Geografi og klima
Det beskyttede område, som er en del af Sangha River Tri-National Protected Area (STN) afvandes hovedsageligt af Sanghafloden, en biflod til Congo-floden. En del af skoven er stadig utilgængelig og uudforsket. Det er en sumpet tropisk skov i lavlandet, der er en del af Congo-flodens afvandingsområde. Denne park, der sammen med de to andre reservater i det større Sangha-reservat, er afsondret fra al økonomisk aktivitet, der involverer veje og menneskelig indblanding, hvilket har resulteret i, at den opretholdes som en uberørt regnskov. Parken ligger i Congos skovområde, som udgør 11% af landets samlede areal. De beskyttede områder er blevet yderligere begrænset af ryddede områder kendt som Bai og Yanga, to sæsonbestemte zoner der bruges af nomader, jagtområder forbeholdt ansatte og lokalsamfundet samt hellige steder.
Parken har et fugtigt klima og får i gennemsnit 1.250 mm regn om året. Regntiden er fra august til november, og den tørre sæson er december til februar. Plantelivet omfatter en samling af forskellige typer mahognier.

## Dyreliv
Der lever mange slags arter i parken. National Geographic Society har observeret, at parken kan have den største koncentration af vilde dyr pr. kvadratkilometer af alle steder i Afrika. De mest fremtrædende arter er primater. Der er colobus-aber (sort-hvid colobus, rød colobus), de truede lavlandsgorillaer, chimpanser og guenon-aber med overskæg. Parken er hjemsted for over 300 forskellige fuglearter. Nogle af de vigtige arter er ørne, høge, ugler, gribbe og hejrer. Der er også den sjældne afrikanske skovelefant, skovbøffel, leopard, bongo og blå dykkerantiloper. Krokodiller og blodsugende insekter er også en del af skovens arter. Herpetofaunaundersøgelser er blevet udført i fire specifikke områder af parken. Disse undersøgelser har fundet 20 padde- og 14 krybdyrarter i den sydlige udkant af parken; af disse er frøarterne Aubria masako , Amietophrynus regularis, Cryptothylax greshoffii, Hyperolius balfouri, H. brachiofasciatus, Leptopelis brevirostris og L. calcaratus meridionalis.
Papegøjer ses også i parkområdet. Skovelefanter skaber plads ved at rydde skoven, så andre dyr kan bevæge sig.

### Flora
Træerne og planterne blomstrer i dette klima. Nouable-Ndoki Nationalpark er en meget frodig regnskov. Den er hjemsted for 24 forskellige typer af vegetation. Den dominerende vegetation er dog af Gilbertiodendron dewervei (G. dewevevri i højlandsregionen og på afstand af vandløb i store områder; blandede skove og sumpskove er også et kendetegn. Skoven har mange "bais" som betyder "ryddede områder". Over 1000 forskellige plante- og træarter er registreret